# Långbro gård, Älvsjö

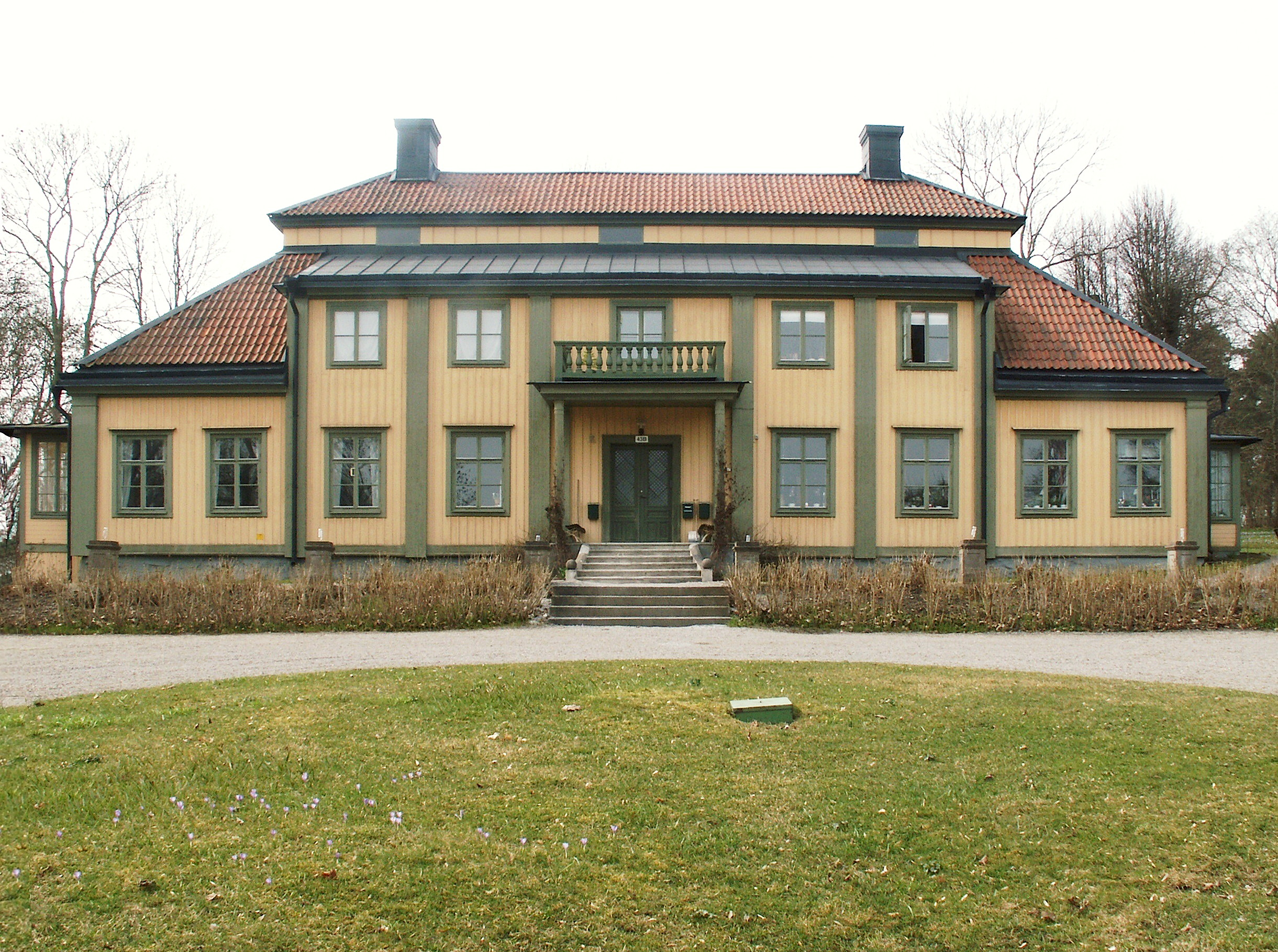
Långbro gård, huvudfasad

Långbro gård har givit namn åt stadsdelen Långbro som ligger i Söderort i Brännkyrka socken i Stockholms kommun. Herrgården har sina anor från senare delen av 1400-talet och var säteri redan under slutet av 1500-talet. Gården ägs idag av Stockholms kommun och förvaltas genom kommunens fastighetsbolag AB Stadsholmen. Huvudbyggnaden och den kvarvarande flygelbyggnaden utgör idag allmännyttiga bostäder. Båda är blåmärkta av Stadsmuseet i Stockholm vilket innebär "att bebyggelsen bedöms ha synnerligen höga kulturhistoriska värden".

## Historia

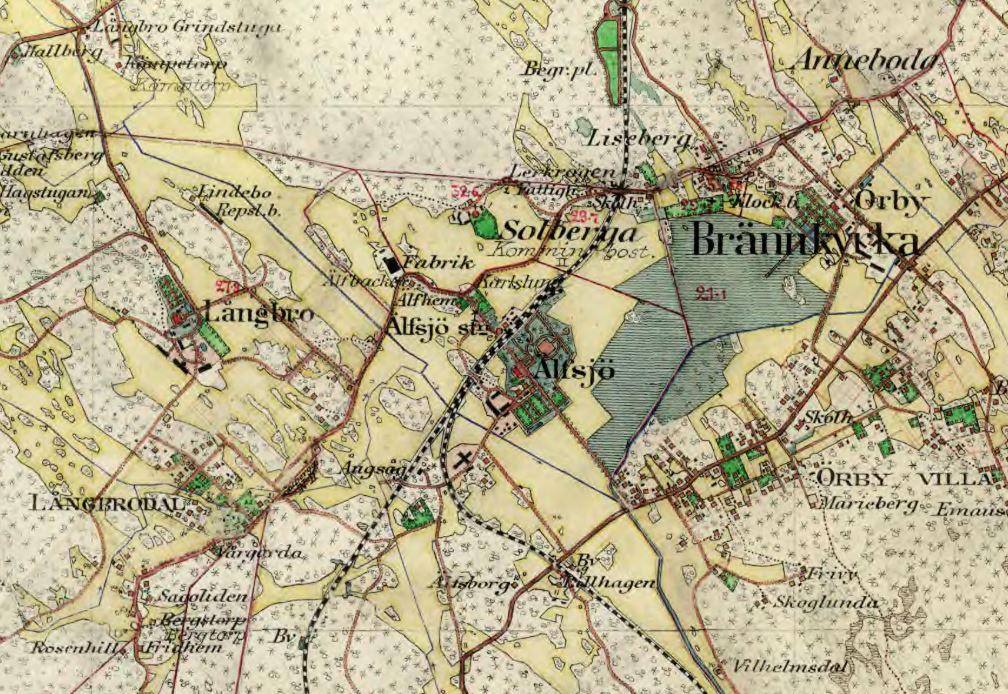
Långbro 1901.

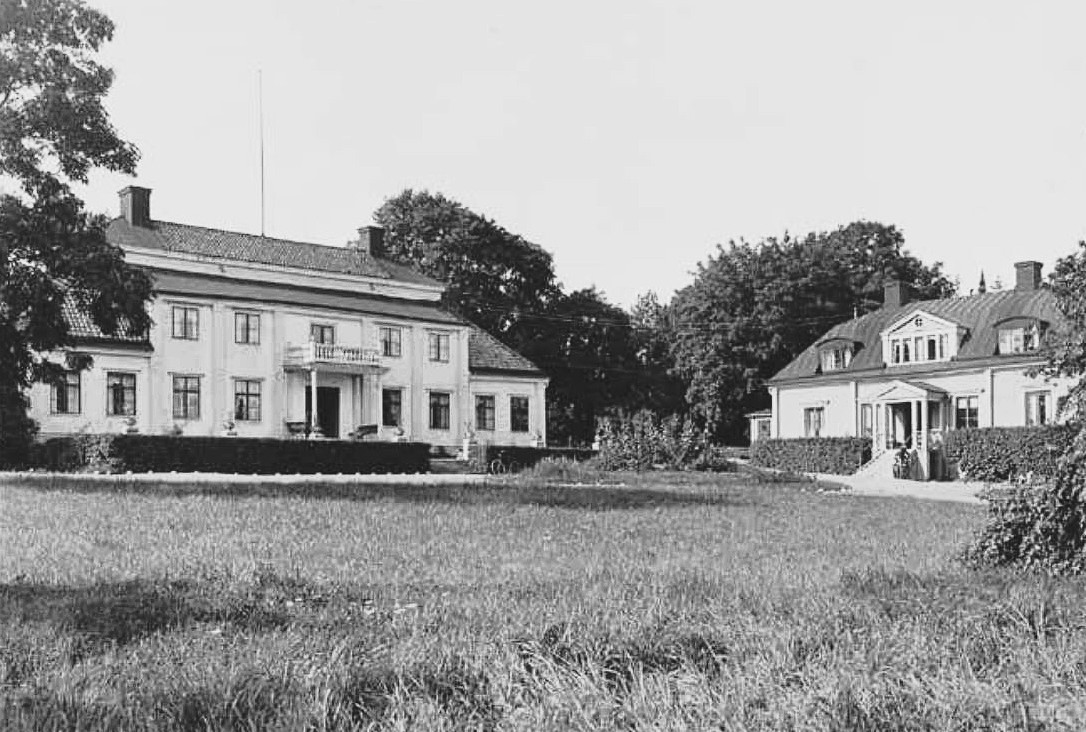
Huvudbyggnad och flygel, 1925.

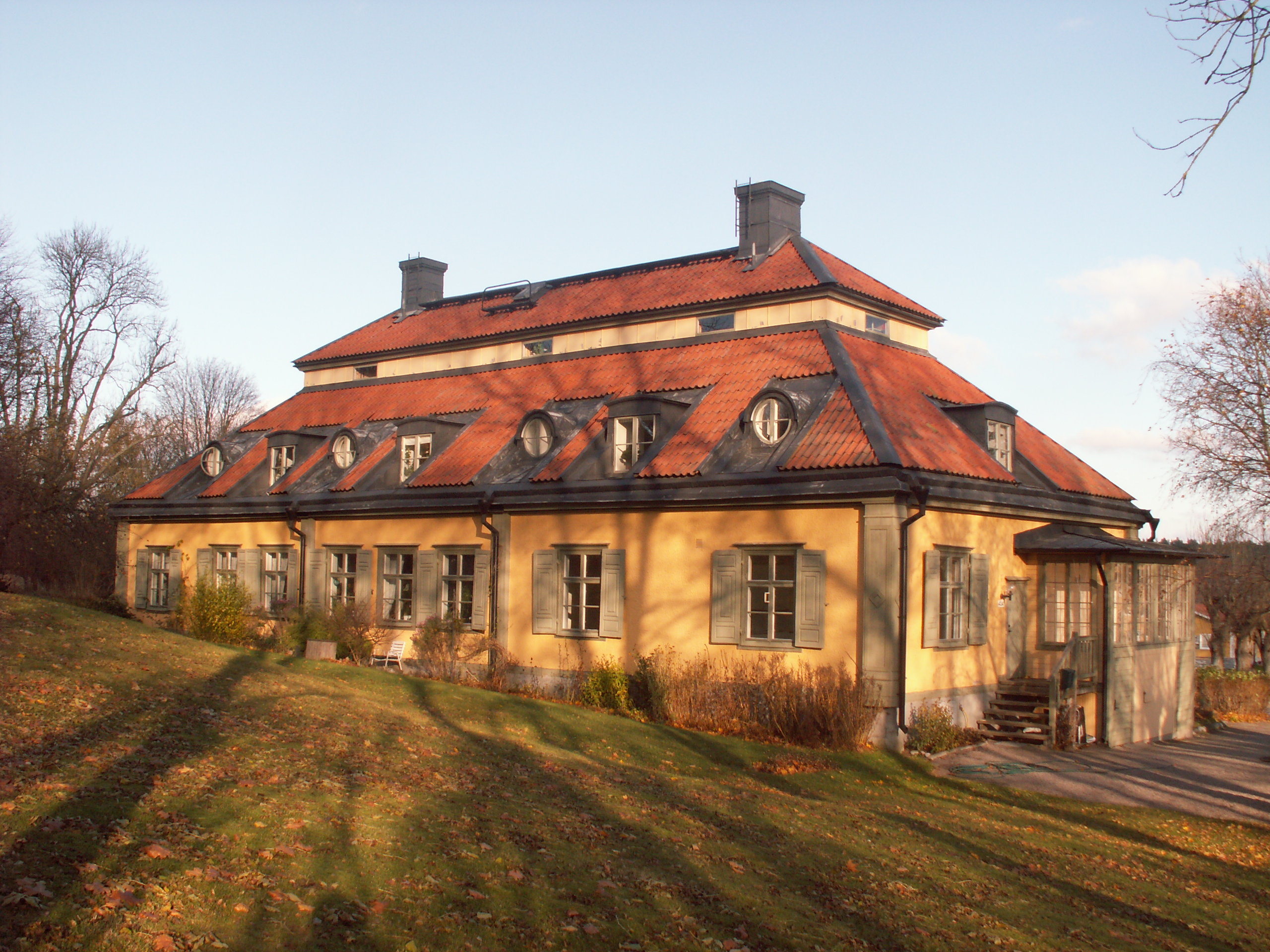
Långbro gård, fasad mot väst.

Gården omnämndes första gången 1477, då som Longabro. Om namnets ursprung skriver Elers, 1801: "Långbro gård i Brännkyrko-Sochen, skall få sitt namn af den på gamla Landsvägen der förbi, varande långa Kafvelbro, efter vägen legat sänkt, i anseende till de å ömse sidor varande ängar, som höst och vår blifvit öfversvämmade av vatten". Denna tolkning styrks också av senare undersökningar av bland andra Carl Ivar Ståhle.
Kavelbron var utlagd över Brännkyrkasjön och förband gårdens ägor med de norr om sjön liggande prästgårdsägorna. Bron utgjorde en del av Göta landsväg. Långbro gård kan räkna sina anor från 1500-talet. Gården har ursprungligen bestått av två hemman omfattande tillsammans 2¼ mantal. Det ena var ett frälse säteri och det andra var skattehemman.
Frälsehemmanet ägdes år 1562 av riksrådet Gabriel Kristiernsson-Oxenstierna, som var farbror till rikskanslern Axel Oxenstierna, vilken var känd som en stor godsägare i framförallt Södermanland.
Stockholms borgmästare, Olof Gregersson ägde gården från 1581 och en tid framåt. Då den efterföljande ägaren, Arnold Grothusen, troligtvis en anhängare till Sigismund, tvingades fly landet, drogs gården in till kronan av Hertig Karl. År 1602 förlänades gården av denne till hovkanslern, Nils Chesnecopherus vilken år 1612 också införskaffade den närbelägna Västberga gård. Donationshemmanet blev under hans tid frälsegods och överfördes sedan till mågen David Stuart.
Under 1660-talet överlät David Stuart gården till sin måg, häradshövdingen Erik Rosenholm vars son med samma namn innehade gården i samband med vådaelden omkring 1680. Vid den efterföljande rannsakningen gjordes säterifriheten betingad av byggnadens eventuella återuppbyggnad.
Via giftermål övergick gården i ätten Staël von Holsteins ägo i början av 1700-talet. 
År 1866 köptes Långbro gård av Alfred Söderlund, även kallad Långbrokungen. Dennes avstyckningar av gården låg till grund för såväl Långbro sjukhus som etableringen av villasamhällena Linboda och Långbrodal. Under åren 1898 till 1918 avstyckade och sålde han cirka 500 tomter. 1918 köpte Ericsson återstoden av fastigheten vilken i sin tur köptes av Stockholms Stad 1947.

### Gårdens utsträckning
En karta upprättad år 1685 av Petter Arosander och renoverad 1709 av E. Agner visar omfattningen av ägorna. Det omgives i söder av Långsjön och Fullersta, i öster av Älvsjö ägor och Solberga prästgårds ägor, i norr av Brotäppan, Kämpetorps och Kvarnhagens ägor, Kämpetorp och Kvarnhagen tillhöriga Västberga gård. I väster avslutade Isberga delvis gårdens ägor vidare gränsande mot ägor tillhöriga Västberga gård.

### Tillhörande gårdar och lägenheter
Till Långbro hörde lägenheterna Bergatorp, Ekstugan, Hagstugan, Isberga, Långbronbygge (Långbro nybygge), Långpannan och Långsjön. Ekstugan och Hagstugan utgjorde ursprungligen drängstugor till Långbro gård. Bergatorp, Ekstugan och Långbro nybygge är rivna medan Hagstugan, få likheter med ursprungstorpet bevarade, ligger på Liev. 28, Långbro.

## Byggnaderna
Gården eldhärjades omkring 1680, men återuppbyggdes och nuvarande mangårdsbyggnad med sitt valmade säteritak tros därför härröra från början av 1700-talet, medan flygeln anses vara äldre. Alla gårdens ekonomibyggnader är nu borta. Mangårdsbyggnaden härjades delvis av brand år 1993, men restaurerades. Huvudbyggnaden har troligen fått sin breda frontespis omkring mitten av 1800-talet. I samband med detta reveterades fasaderna. Gårdsfasaden är idag panelad och gulmålad.

### Byggnadsdetaljer

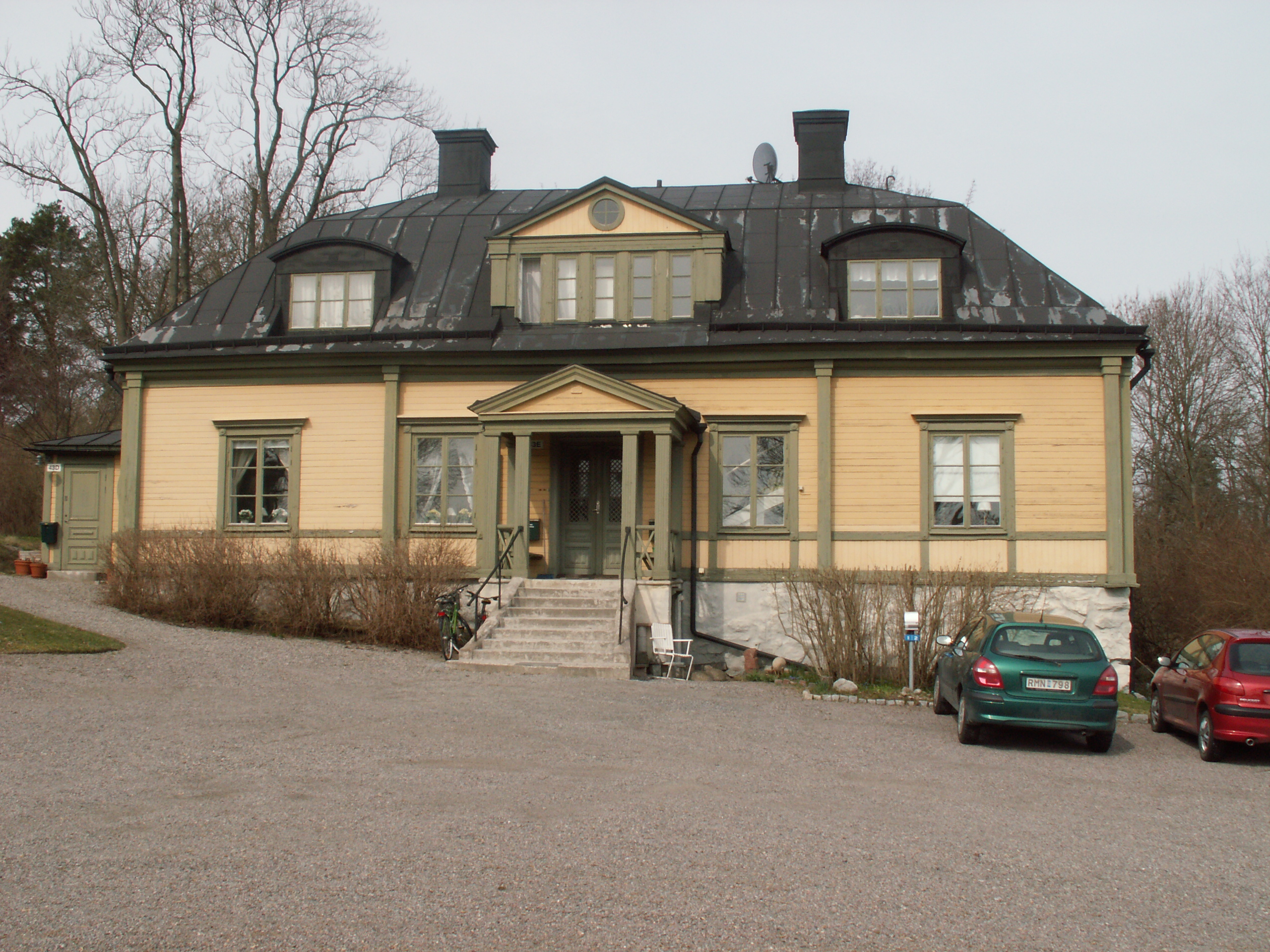
Långbro gård, norra flygeln
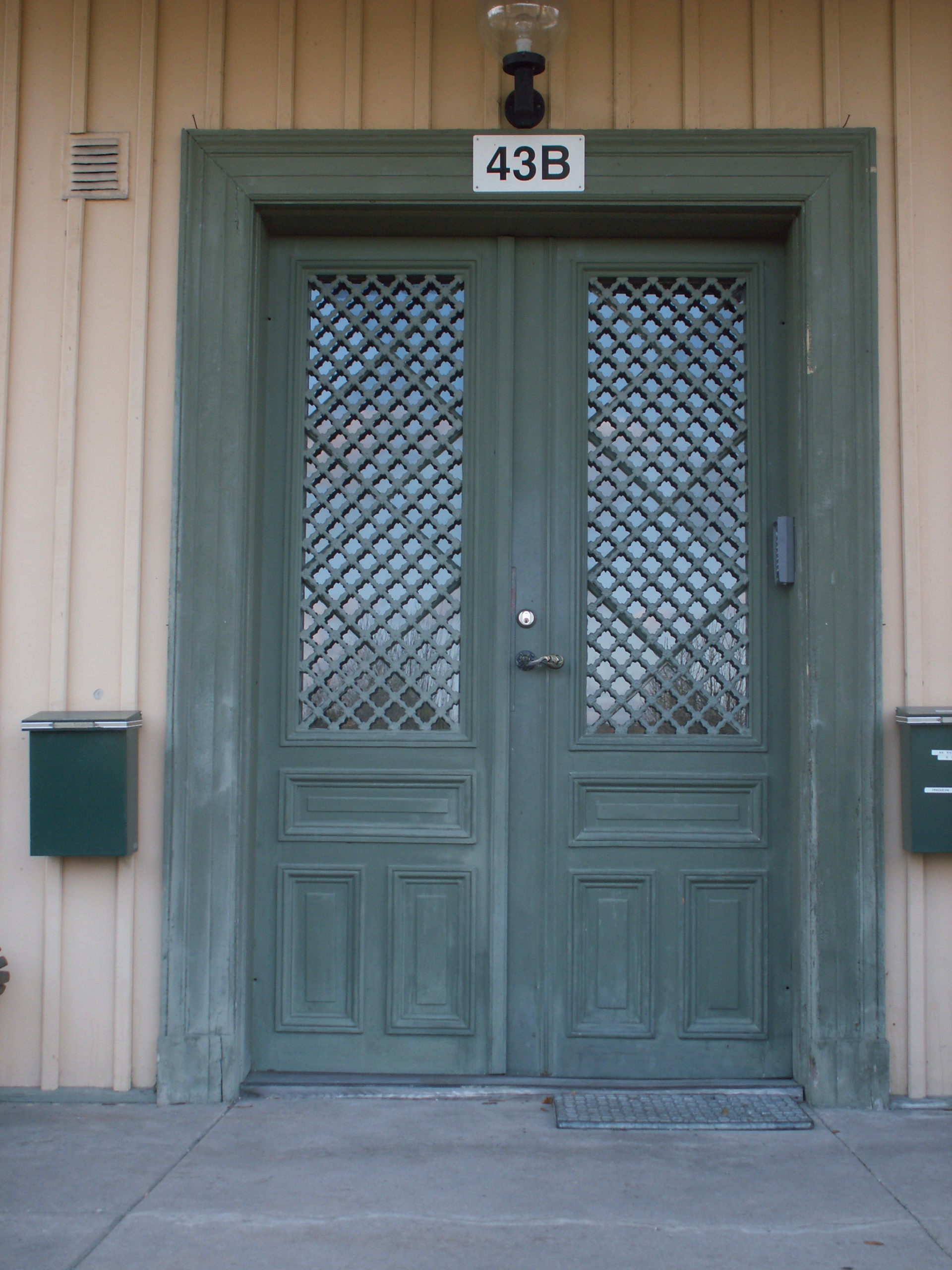
Långbro gård, dörren
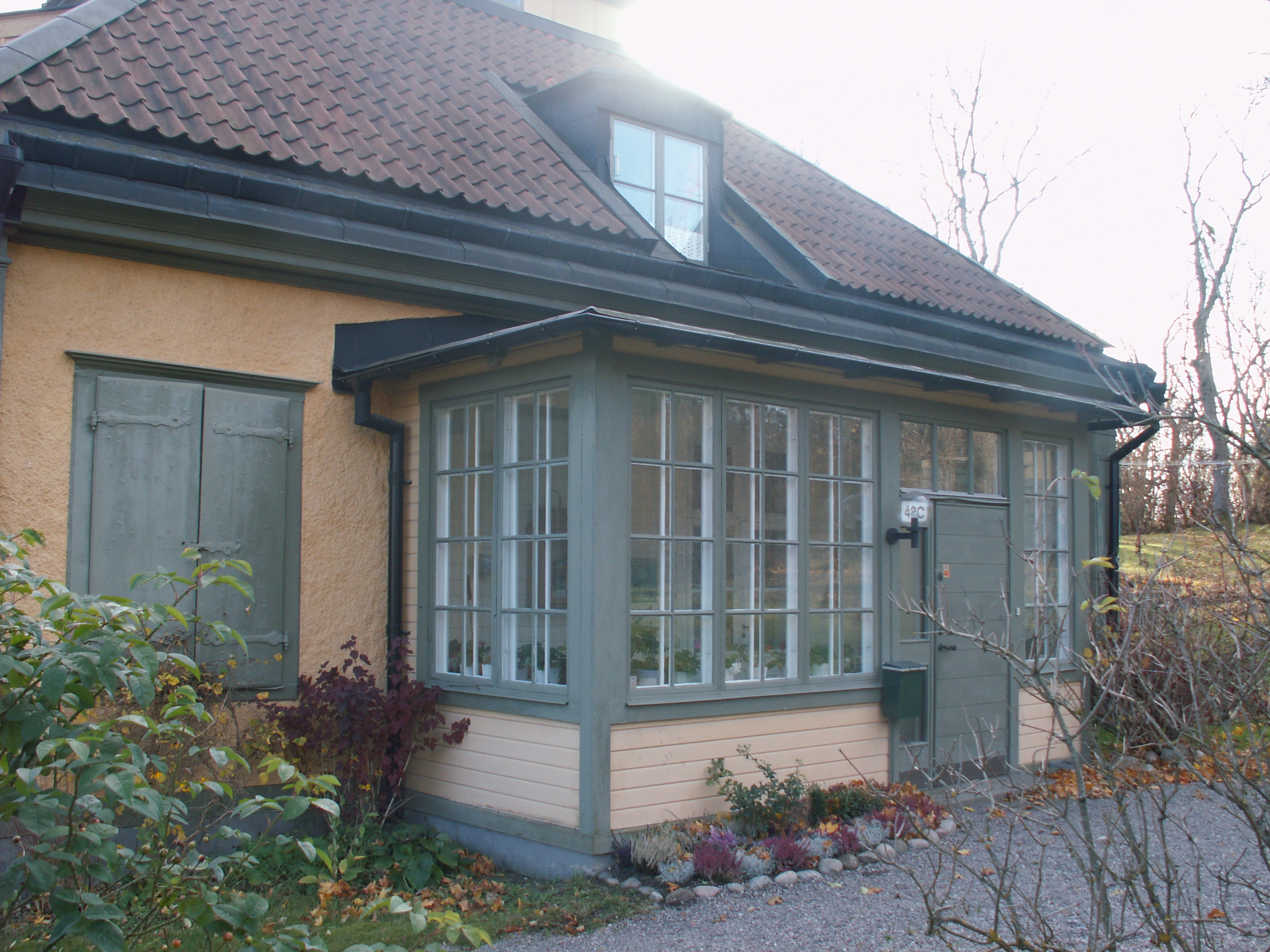
Långbro gård, sidoveranda
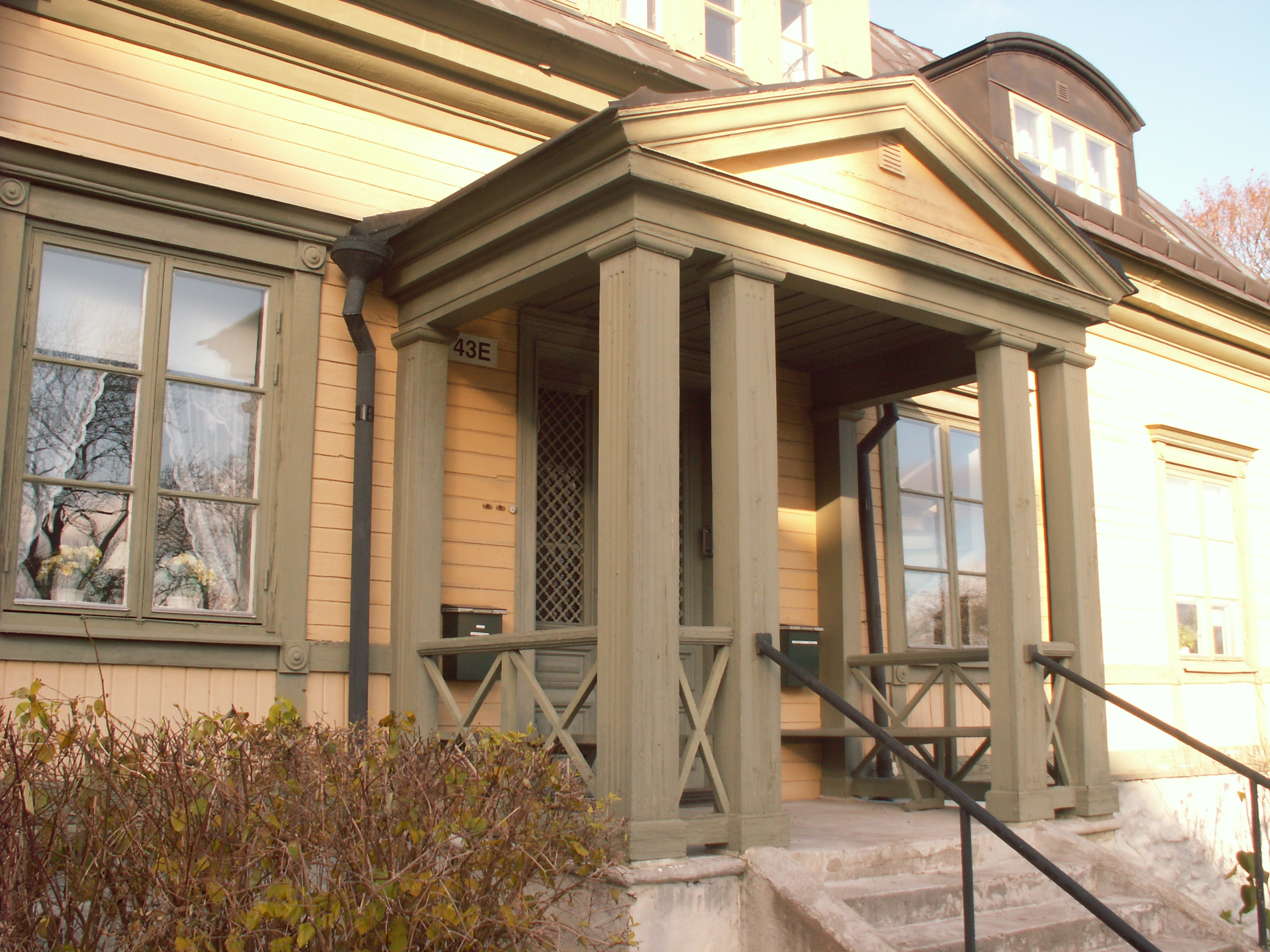
Långbro gård, flygeldetaljer